# Prionotus birostratus
Prionotus birostratus är en fiskart som beskrevs av Richardson, 1844. Prionotus birostratus ingår i släktet Prionotus och familjen knotfiskar. IUCN kategoriserar arten globalt som livskraftig. Inga underarter finns listade i Catalogue of Life.